# Nova Luzitânia
Nova Luzitâniaes un municipio brasileño del estado de São Paulo. Se localiza a una latitud 20º51'22" sur y a una longitud 50º15'42" oeste, estando a una altitud de 420 metros. La ciudad tiene una población de 3.441 habitantes (IBGE/2010). Nova Luzitânia pertenece a la Microrregión de Auriflama.
Posee un área de 74,1 km².

## Geografía

### Demografía
Datos del Censo - 2010
Población Total: 3.441
- Urbana: 3.087
- Rural: 354
- Hombres: 1.820[6]
- Mujeres: 1.621

Densidad demográfica (hab./km²): 46,46
Mortalidad infantil hasta 1 año (por mil): 21,96
Expectativa de vida (años): 68,26
Tasa de fertilidad (hijos por mujer): 1,96
Tasa de Alfabetización: 84,55%
Índice de Desarrollo Humano (IDH-M): 0,740
- IDH-M Salario: 0,671
- IDH-M Longevidad: 0,721
- IDH-M Educación: 0,828

(Fuente: IPEADATA)

## Administración
- Prefecto: Laerte Aparecido Roca (2005/2008)
- Viceprefecto:
- Presidente de la cámara: (2007/2008)